# 1670 (seriál)
1670 je polský mockumentární komediální seriál režisérů Macieje Buchwalda a Kordiana Kądziela, který je dostupný na platformě Netflix od 13. prosince 2023.

## Synopse
Děj seriálu se odehrává ve stejnojmenném roce 1670 a jeho hlavní postavou je Jan Paweł Adamczewski (Bartłomiej Topa), hlava šlechtického rodu a majitel „menší poloviny“ vesnice Adamczycha. Jeho snem je stát se nejslavnějším Janem Pawłem v polské historii. Podle něj je Polsko nejmocnější zemí na světě, která dosáhla nejvyššího stupně rozvoje. Tomuto cíli stojí v cestě problémy každodenního života, jako je účast v sněmíku, kde je třeba vetovat návrh na zvýšení daní, sňatek dcery s magnátovým synem a motivace rolníků k další práci.
Jan Paweł je ženatý se Zofií (Katarzyna Herman) a má tři děti: Anielu (Martyna Byczkowska), Jakuba (Michał Sikorski) a Stanisława (Michał Balicki). Zofia je netolerantní náboženská fanatička. Aniela bojuje s názory svého otce a obává se klimatické katastrofy, která má nastat za 380 let. Nad jejími počiny vzdychá Maciej (Kirył Pietruczuk), kovářský pomocník z Litvy, který přijel do Adamczychy v rámci „rolnické výměny Erasmus“. Stanisław se chce oženit s dívkou z Wilanowa. Jakub je cynický kněz, jehož cílem je vybrat od věřících co nejvíce peněz. Sousedem Jana Pawła je světácky známý Andrzej, majitel „větší poloviny“ Adamczychy. Emanencí Jana Pawła je zchudlý šlechtic a husar Bogdan (Dobromir Dymecki), který se podílel na všech nedávných vojenských katastrofách. Ve vesnici se nachází hostinec, který provozuje Žid (Sebastian Pawlak) snící o tom, že se dostane do nějakého celosvětového židovského spiknutí.

## Obsazení
- Zdroj: Filmpolski.pl[1]

| Bartłomiej Topa    | Jan Paweł Adamczewski                   |
| Katarzyna Herman   | Zofia Adamczewska, manželka Jana        |
| Martyna Byczkowska | Aniela Adamczewska, dcera Jana a Zofie  |
| Michał Sikorski    | Jakub Adamczewski, syn Jana a Zofie     |
| Michał Balicki     | Stanisław Adamczewski, syn Jana a Zofie |
| Andrzej Kłak       | Andrzej Pobreża                         |
| Dobromir Dymecki   | Bogdan, bratr Zofie                     |
| Kirył Pietruczuk   | Maciej, kovářský pomocník               |
| Radosław Czyżowski | Ciesław Ryczyński                       |
| Sebastian Pawlak   | Židovský hostinský                      |

## Produkce
Scénář vznikl během pandemie covidu-19. Napsali jej Maciej Buchwald (díly 1–4) a Kordian Kądziela (díly 5–8). Tvůrci tři roky neúspěšně hledali televizní společnost, která by měla zájem seriál vysílat. Nakonec se společnost Netflix a producent Kuba Razowski dohodli, že seriál uvedou. Netflix souhlasil s tím, že zaplatí celou produkci.
Seriál se natáčel převážně v etnografickém parku muzea lidové kultury ve městě Kolbuszowa. Několik scén se natáčelo také v historickém pravoslavném církevním komplexu v Radruż.
V seriálu se vyskytuje mnoho odkazů na polskou kulturu a historii. Jméno hlavního hrdiny je odkazem na papeže Jana Pavla II. a v seriálu je cenzurováno. Účes a ironické chování sedláka Macieje odkazují na postavu Jima z amerického komediálního seriálu Kancl. V prvním díle hraje Stanisław se svým hudebním tělesem (známým jako "stodolníci") skladbu Král Artuš, kterou v roce 1691 složil Henry Purcell. V šesté epizodě zazní při přípravě Jana Pawła na souboj píseň The Final Countdown od skupiny Europe v úpravě pro staré hudební nástroje.

## Přijetí
Premiéra se uskutečnila 13. prosince 2023. Inscenace se těšila velmi vysoké popularitě v Polsku, Německu, Velké Británii a USA. Mezi 13. a 17. prosincem 2023 sledovalo seriál ve Spojených státech 806 400 uživatelů Netflixu, v Německu 514 800 a ve Velké Británii přibližně 253 000. Seriál se umístil na druhém místě v žebříčku nejlepších nových seriálů roku 2023 podle uživatelů portálu filmweb.pl. Filmový kritik Dawid Muszyński z portálu naekranie.pl udělil hodnocení 8/10 a ve své recenzi uvedl, že seriál je vynikající satirou na současné dění. Pochvalně se vyjádřili také filmoví kritici Tomasz Raczek a Karolina Korwin Piotrowska.
V rámci 32. finále velkého orchestru vánoční charity uspořádali herci charitativní aukce. Bartłomiej Topa a Katarzyna Herman dali do dražby společné jídlo z brambor, Michał Sikorski vydražil šlehačkový dort a procházku po Wadowicích. Dražba Michała Sikorského skončila 28. ledna s konečnou částkou 35 101 zlotých.
Na začátku března 2024 bylo potvrzeno, že započnou práce na druhé řadě seriálu, jejíž premiéra je naplánována na rok 2025.

## Díly
- Zdroj: Filmweb.pl[17]

1. Sejmik
2. Folwark
3. Wiosna
4. Marsz równości
5. Dżuma
6. Pojedynek
7. Polowanie
8. Wesele